# حزب الحرية في لوكسمبورغ
حزب الحرية في لوكسمبورغ يختصر FPL هو حزب سياسي في دولة لوكسمبورغ
و ينتمي الحزب إلى الجناح اليميني والقومي في لوكسمبورغ و ينتمي معظم أنصار الحزب إلى مقاطعة أوسلينغ شمال البلاد.

## التأسيس وانتخابات 2004
تاسس الجزب في عام 2003 و برز في الساحة السياسية منذ دخولة في الانتخابات التشريعية عام 2004 و التي تنافس فيها 8 أحزاب سياسية وحصل الحزب على مجموع أصوات بنسبة 0,1% الأصوات الوطنية فتذيل الحزب قائمة الأحزاب المرشحة في الانتخابات.
بعد الانتخابات واجهة الحزب صعوبة في إستمرار نشاطاته.